# نخست‌زیستی دیرینه
| ابردوران   | دوران             | دوره    | میلیون سال پیش |
| ---------- | ----------------- | ------- | -------------- |
| پیشین‌زیستی | پیشین‌زیستی دیرینه | سیدرین  | → پس از آن     |
| نخست‌زیستی  | نو                | نو      | ۲۵۰۰ - ۲۸۰۰    |
| نخست‌زیستی  | میانه             | میانه   | ۲۸۰۰ - ۳۲۰۰    |
| نخست‌زیستی  | دیرینه            | دیرینه  | ۳۲۰۰ - ۳۶۰۰    |
| نخست‌زیستی  | سپیده‌دم           | سپیده‌دم | ۳۶۰۰ - ۴۰۰۰    |
| هادئن      | هادئن             | هادئن   | → پیش از آن    |

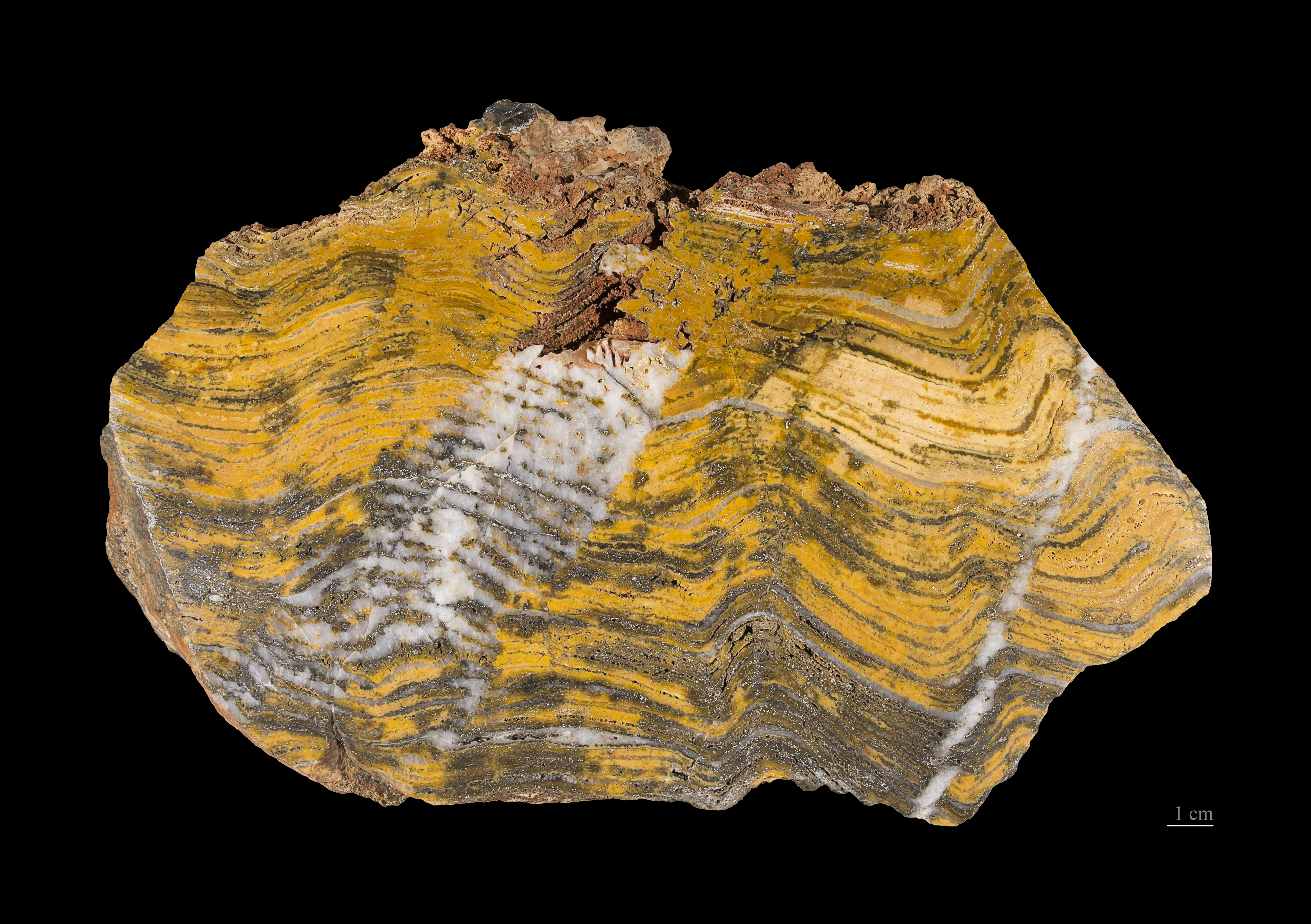
استروماتولیت - Pilbara craton - استرالیای غربی

نخست‌زیستی دیرینه (انگلیسی: Paleoarchean؛ ‎/ˌpeɪlɪ.oʊ.ɑːrˈkiːən/‎ یا early Archean) دومین دوره زمین‌شناسی از نخست‌زیستی است که ۳۲۰۰ تا ۳۶۰۰ میلیون سال پیش طول کشید. اثر قدیمی‌ترین گونه مشخص جانداران که نوعی باکتری است در استرالیای غربی یافت شده و مربوط به این دوره است.